# 比桑
比桑（法語：Bussang，法語發音：[bysɑ̃] ⓘ）是法国大東部大區孚日省的一个市镇，属于埃皮纳勒区。

## 地理
比桑（47°53'8"N, 6°51'13"E）面积27.63 平方千米，位于法国大東部大區孚日省，该省份为法国东北部内陆省份，北起默兹省和默尔特-摩泽尔省，西接上马恩省，南至上索恩省和贝尔福地区省，东临上莱茵省和下莱茵省。
与比桑接壤的市镇（或旧市镇、城区）包括：勒梅尼勒、摩泽尔河畔圣莫里斯、文特龙、费勒林、摩泽尔河畔弗雷斯。

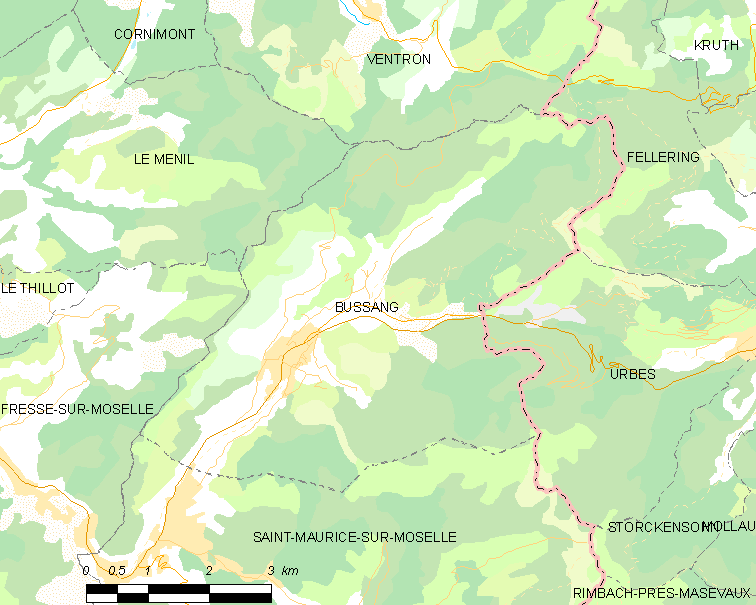
比桑的OSM定位图

比桑的时区为UTC+01:00、UTC+02:00（夏令时）。

## 行政
比桑的邮政编码为88540，INSEE市镇编码为88081。

## 政治
比桑所属的省级选区为勒蒂约县。

## 人口

1962-2008年间比桑人口变化图示

比桑于2022年1月1日时的人口数量为1289人。